# Franz Jägerstätter
Franz Jägerstätter, geboren als Franz Huber (* 20. Mai 1907 in St. Radegund, Oberösterreich, Österreich-Ungarn; † 9. August 1943 in Brandenburg-Görden, Preußen, Deutsches Reich), war ein österreichischer Landwirt und Widerstandskämpfer.
Als Kriegsdienstverweigerer im Zweiten Weltkrieg wurde er wegen „Wehrkraftzersetzung“ zum Tode verurteilt und hingerichtet. Jägerstätter wird seit 2007 in der römisch-katholischen Kirche als Seliger verehrt.

## Leben

### Herkunft, Jugend und Familie

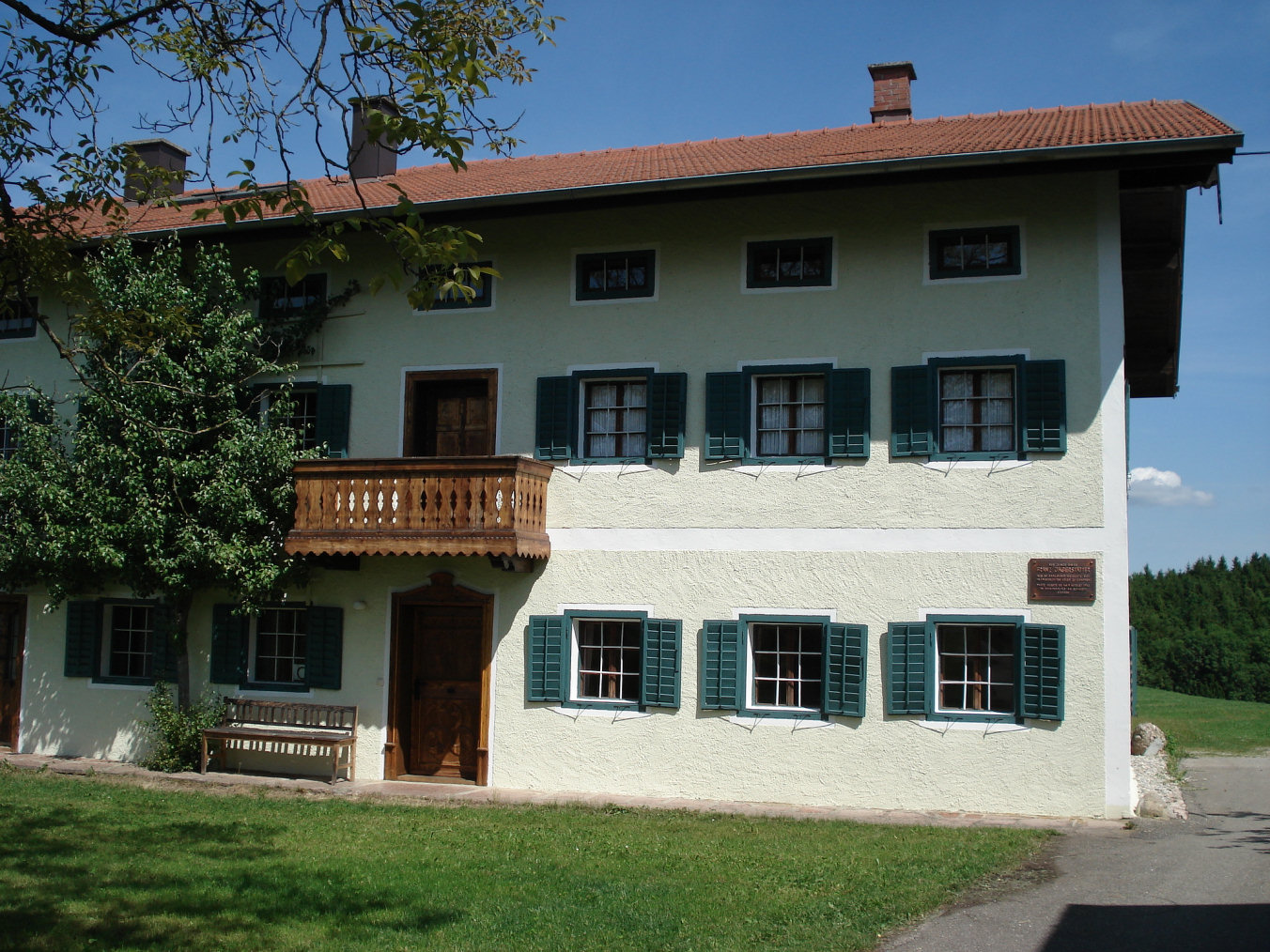
Bauernhof der Familie Jägerstätter

Franz Jägerstätter wurde im Elternhaus seiner Mutter, der Adamsölde, Hadermark 22, unehelich geboren und wuchs dort auf. Sein leiblicher Vater hieß Franz Bachmeier († 25. Oktober 1914 in Walawa bei Przemyśl gefallen im Ersten Weltkrieg), seine Mutter Rosalia Huber. Da seine Mutter bei seiner Geburt ledig war, trug er in den ersten zehn Jahren seines Lebens den Namen Franz Huber. Seine Eltern waren arm und konnten weder heiraten (die Ehefreiheit unterlag damals Einschränkungen) noch ein Kind großziehen, weshalb Franz bis 1916 bei seiner mütterlichen Großmutter Elisabeth Huber blieb, dann kam er auf den Hof seines gefallenen Vaters, zu seinen Großeltern Bachmeier. Am 19. Februar 1917 heiratete seine Mutter Heinrich Jägerstätter, einen Bauern in St. Radegund, der Franz adoptierte, welcher deshalb ab da den Namen Franz Jägerstätter trug. Heinrich Jägerstätters Vater, Matthäus Jägerstätter († 1930), der ebenfalls am Hof lebte und der viele Bücher besaß, weckte bei ihm die Freude am Lesen.
Franz Jägerstätter arbeitete im Sommer 1927 kurz auf einem Bauernhof in Teising, danach bis 1930 als Bergarbeiter in Eisenerz. Mit dem dabei erworbenen Geld kaufte er sich ein Puch-Motorrad (Serie 250), mit dem er Aufsehen erregte, weil es das erste Motorrad war, das in St. Radegund zugelassen war. Als sein Adoptivvater Heinrich Jägerstätter, der keine leiblichen Kinder hatte, am 8. Mai 1933 starb, erbte Franz den Bauernhof. Wenige Monate danach, am 1. August 1933, brachte Theresia Auer, Magd auf dem Hof Jägerstätters, ein Mädchen zur Welt, das auf den Namen Hildegard getauft wurde. Franz Jägerstätter gab an, der Vater des unehelichen Kindes zu sein.
Am 9. April 1936, einem Gründonnerstag, heiratete er Franziska Schwaninger (* 4. März 1913 in Hochburg-Ach; † 16. März 2013 in St. Radegund). Die Vermählten verzichteten auf eine Hochzeitsfeier und machten stattdessen eine Wallfahrt nach Rom.
Der Ehe entstammen die drei Töchter Rosalia (* 1937), Maria (* 1938; † 18. Juli 2025) und Aloisia (* 1940).

### Widerstand gegen den Nationalsozialismus

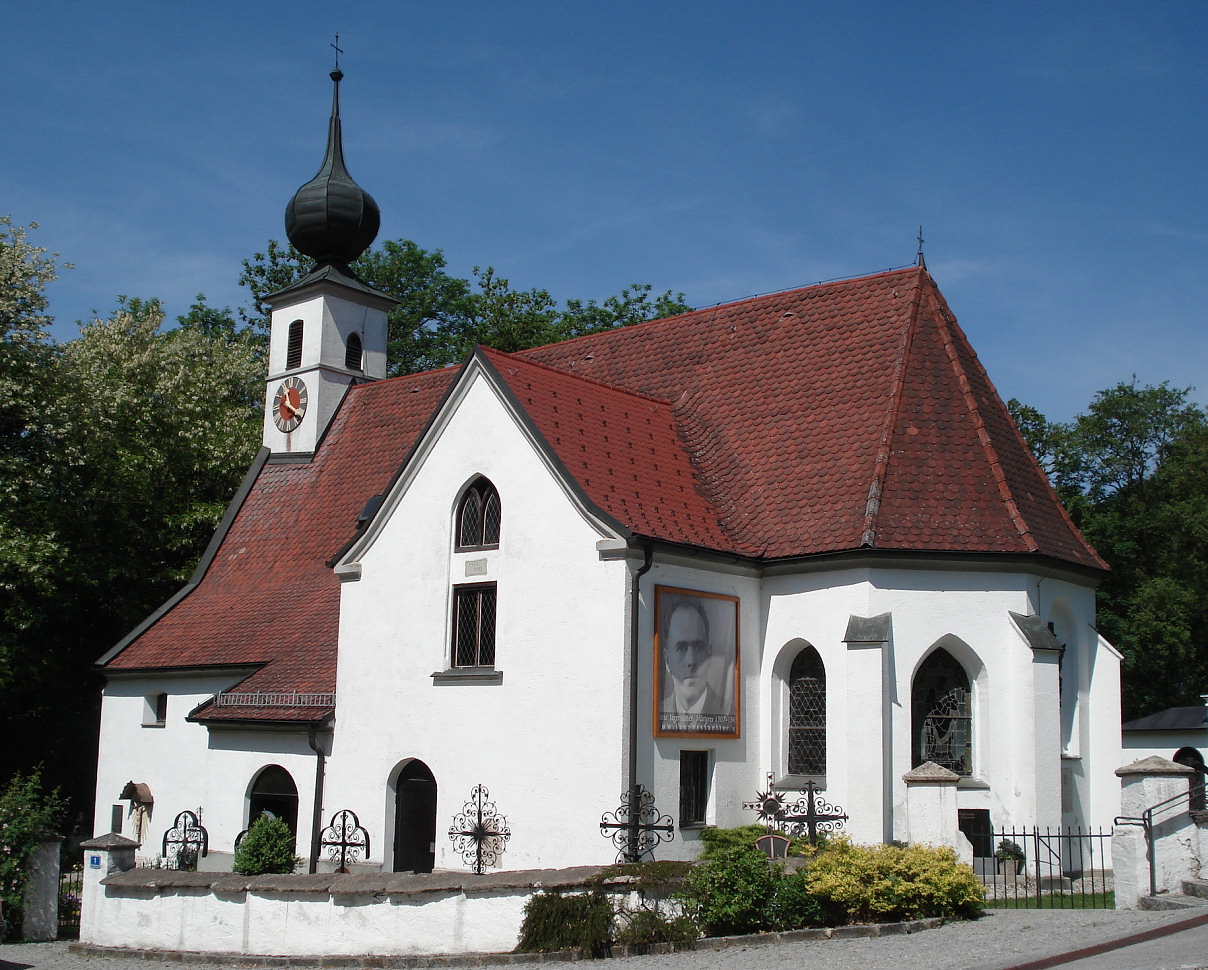
Die Pfarrkirche St. Radegund, in der Jägerstätter Mesner war

Nach seiner Hochzeit besuchte er, angeregt durch die Frömmigkeit seiner Frau, häufiger die Gottesdienste, las täglich in der Bibel, studierte die kirchlichen Lehrschreiben und las religiöse Literatur, insbesondere Heiligenbeschreibungen. Im Jänner 1938 sah er in einem Traum einen Zug, in den immer mehr Menschen einstiegen, und hörte eine Stimme sagen: „Dieser Zug fährt in die Hölle“. Er deutete diesen Traum als Warnung vor dem Nationalsozialismus, der mit der Lehre der römisch-katholischen Kirche unvereinbar sei.
Nach dem Anschluss Österreichs an das Deutsche Reich am 12. März 1938 lehnte er es ab, das ihm angebotene Amt des Bürgermeisters zu übernehmen. Bei der am 10. April folgenden Volksabstimmung über die Wiedervereinigung Österreichs mit dem Deutschen Reich votierte er als Einziger im Ort mit „Nein“. Die Wahlbehörde allerdings unterschlug die Gegenstimme und meldete eine 100%ige Zustimmung für den Anschluss. Diesen Tag, bei dem viele Kleriker mit „Ja“ gestimmt haben müssen, bezeichnete er später als den „Gründonnerstag Österreichs“, denn „dort ließ sich die Kirche Österreichs gefangen nehmen“.
Seine Ablehnung des Nationalsozialismus zeigte sich zunächst darin, dass er sich aus dem öffentlichen Leben seiner Gemeinde immer mehr zurückzog, Vergünstigungen durch die NSDAP nicht in Anspruch nahm und nichts für die Partei spendete, obwohl er sonst sehr freigebig war. 1940 wurden zehn Ortsbewohner, unter ihnen auch Franz Jägerstätter, in einem Brief an den Bürgermeister als Gegner des Nationalsozialismus denunziert; der Bürgermeister leitete das Schreiben jedoch an keine Behörde weiter.

### Kriegsdienstverweigerung aus Gewissensgründen

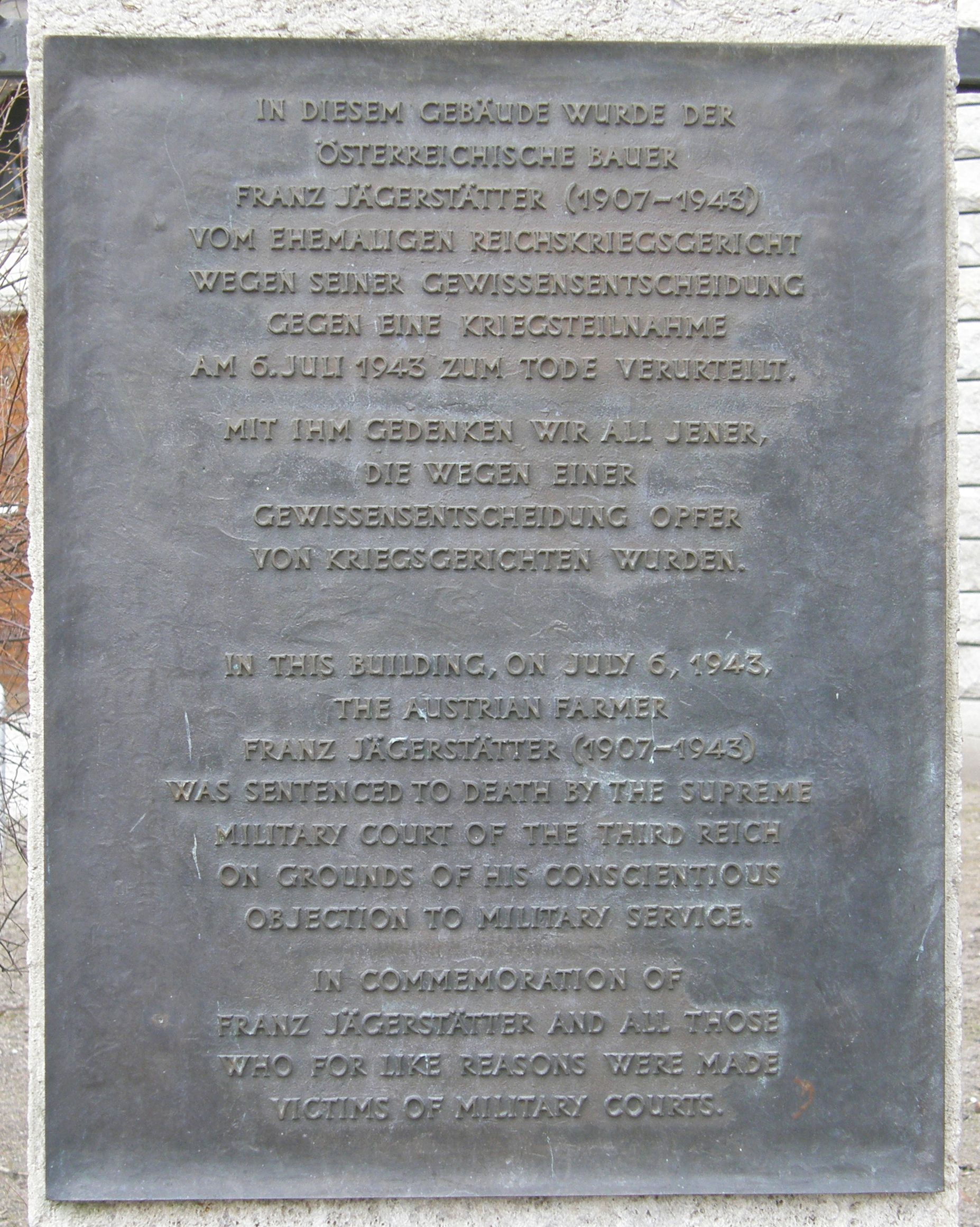
Die Gedenktafel für Jägerstätter am ehemaligen Reichskriegsgericht in Berlin

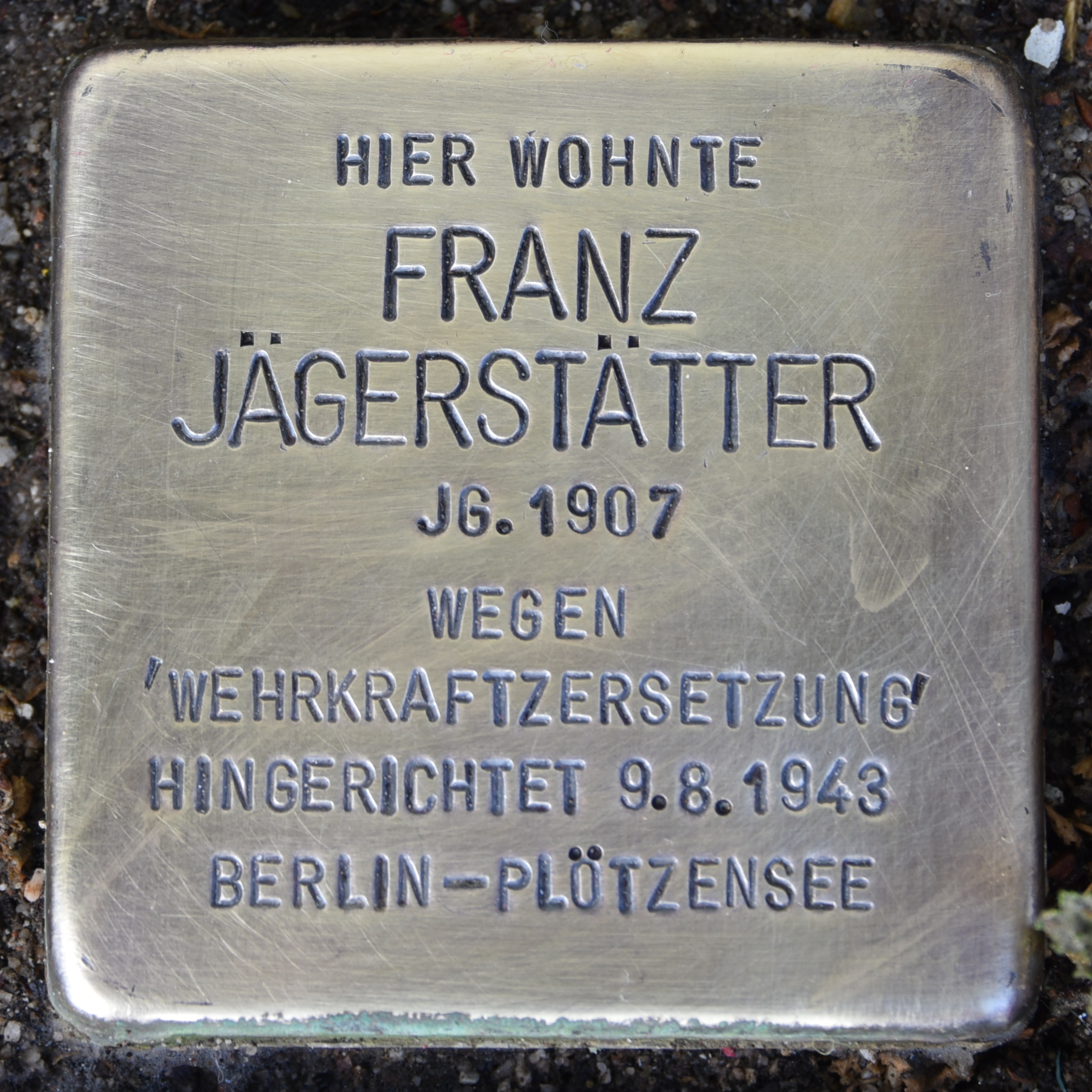
Stolperstein für Franz Jägerstätter

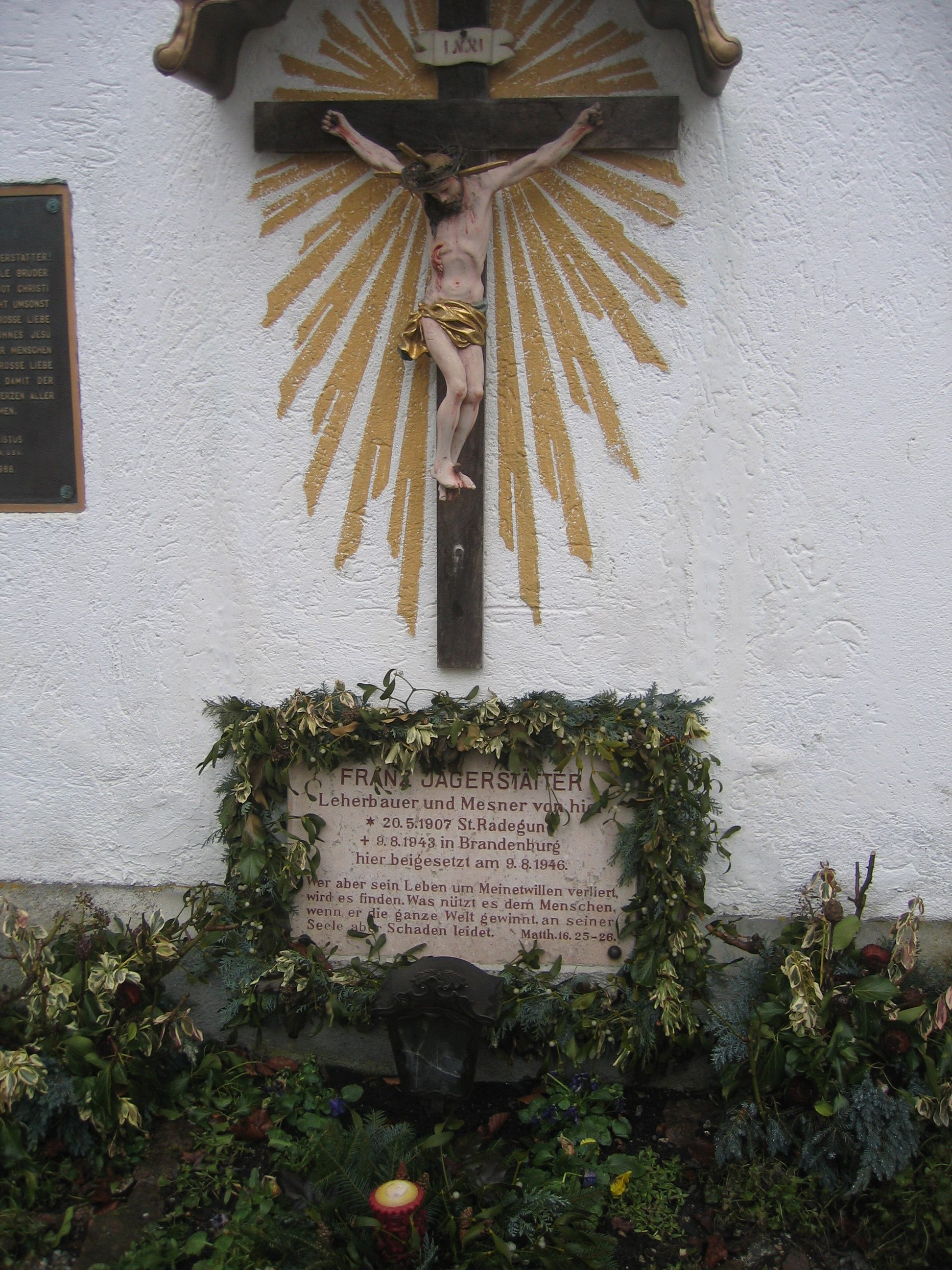
Grabstätte von Franz und Franziska Jägerstätter in St. Radegund, in der 1946 bis 2009 seine Urne bestattet war

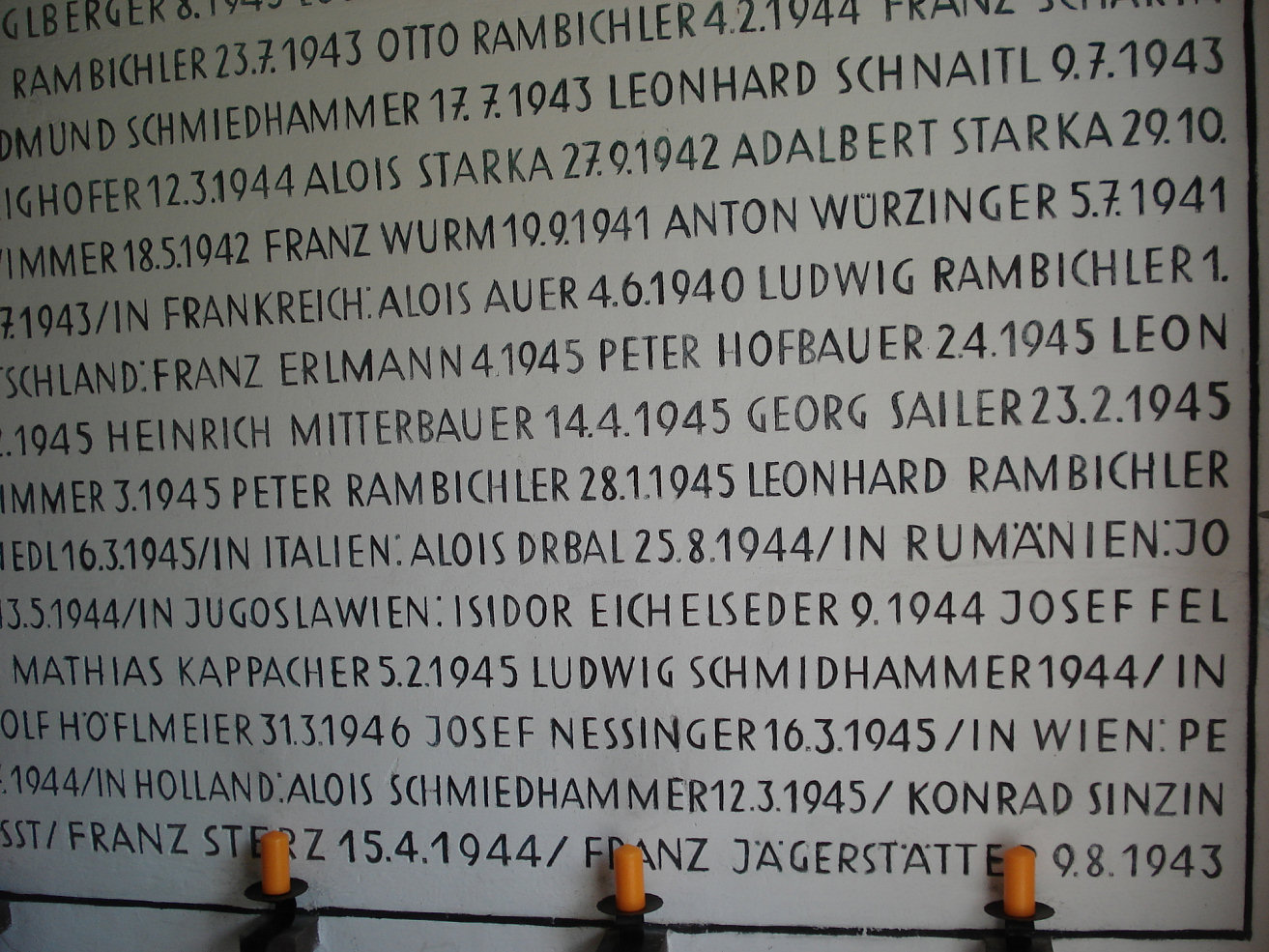
Kriegerdenkmal in St. Radegund mit dem Namen Jägerstätters

Am 17. Juni 1940 wurde er nach Braunau am Inn zur Wehrmacht einberufen. Weil er es zu diesem Zeitpunkt „für eine Sünde angesehen habe, den Befehlen des Staates nicht zu gehorchen“, leistete er dort auch den Fahneneid auf Hitler. Jägerstätter hatte es abgelehnt, um Freistellung anzusuchen, konnte aber durch Intervention des Bürgermeisters nach wenigen Tagen auf seinen Hof zurückkehren. Im Oktober 1940 wurde er zur Grundausbildung als Kraftfahrer nach Enns einberufen. Dort trat er am 8. Dezember 1940 gemeinsam mit dem Soldaten Rudolf Mayr in den Dritten Orden des hl. Franziskus ein. Er wurde auf Ansuchen seiner Heimatgemeinde im April 1941 als unabkömmlich eingestuft und konnte zu seiner Familie zurückkehren. Danach feierte Jägerstätter täglich die heilige Messe mit und war ab dem Sommer 1941 Mesner in der Pfarrkirche St. Radegund.
Die negativen Erfahrungen beim Militär, die Euthanasiemorde des NS-Regimes, von denen er um diese Zeit erfuhr, und die Verfolgung der katholischen Kirche durch die Nationalsozialisten festigten seinen Entschluss, den Kriegsdienst zu verweigern. Die folgenschwere Entscheidung Jägerstätters basierte sowohl auf den zahlreichen Gesprächen und Briefen mit Freunden (hier v. a. mit R. Mayr) und Geistlichen als auch auf der gründlichen Lektüre der Bibel, von zahlreichen Kleinschriften und Büchern. Er erklärte öffentlich, dass er als gläubiger Katholik keinen Wehrdienst leisten dürfe, da es gegen sein religiöses Gewissen wäre, für den NS-Staat zu kämpfen. Seine Umgebung versuchte ihn umzustimmen und wies ihn auf die Verantwortung seiner Familie gegenüber hin, konnte seine Argumente aber nicht widerlegen. Er sprach sogar mit Josef Fließer, dem Bischof von Linz; auch dieser riet ihm von einer Wehrdienstverweigerung ab. Seine Ehefrau unterstützte ihn, obwohl sie sich der Konsequenzen bewusst war.

### Inhaftierung, Verurteilung und Tod
Am 23. Februar 1943 erhielt er die Einberufung zur Wehrmacht nach Enns, wo er sich am 1. März meldete. Nach der Erklärung seiner Wehrdienstverweigerung wurde er am 2. März nach Linz ins Wehrmachtsuntersuchungsgefängnis gebracht. Dort erfuhr er, dass auch andere Männer den Wehrdienst verweigerten und Widerstand leisteten. Am 4. Mai wurde er nach Berlin-Tegel verlegt. Er weigerte sich, seine Wehrdienstverweigerung zu widerrufen. Seine letzten Zweifel wurden zerstreut, als er durch den Gefängnisseelsorger Heinrich Kreutzberg erfuhr, dass der österreichische Pallottinerpater Franz Reinisch ebenfalls den Wehrdienst verweigert hatte und dafür hingerichtet worden war. Jägerstätter meinte: „Das habe ich doch immer gesagt, ich kann doch nicht auf dem falschen Weg sein, wenn aber sogar ein Priester sich so entschieden hat und dafür in den Tod gegangen ist, dann darf ich es auch tun.“
Am 6. Juli verurteilte ihn der 2. Senat des Reichskriegsgerichts (RKG) in Berlin-Charlottenburg unter dem Verhandlungsleiter Reichskriegsgerichtsrat Werner Lueben wegen Zersetzung der Wehrkraft zum Tode. Am 14. Juli wurde das Urteil von Admiral Max Bastian, dem Gerichtsherren des RKG, bestätigt. Laut RKG war Jägerstätter bereit, Sanitätsdienst zu leisten, worauf das Gericht jedoch nicht einging. Franz Jägerstätter wurde am 9. August 1943 zur Zentralen Hinrichtungsstätte für den Vollstreckungsbezirk IV in das Zuchthaus Brandenburg an der Havel gebracht und dort um 16 Uhr durch das Fallbeil hingerichtet. Nach der Hinrichtung wurde sein Leichnam am 11. August 1943 im Krematorium Brandenburg verbrannt. Anstatt dabei jedoch den Vorgaben der Anstaltsbetreiber zu folgen, wonach für zum Tode Verurteilte eine anonyme Bestattung vorgesehen war, verfuhr die Friedhofsverwaltung gemäß den allgemeinen Vorschriften zur Feuerbestattung und beschriftete die Urne mit Namen, Geburts-, Todes- und Kremationsdatum und gab auch den Schamottestein mit der Verbrennungsnummer zur eindeutigen Identifikation dazu. Bestattet wurde die Urne auf dem städtischen Friedhof, wo Franziskanerinnen Blumen am Bestattungsort pflanzten, nachdem ihnen der Friedhofsverwalter den Ort gezeigt hatte. Im Juni 1946 wurde die Urne auf Wunsch von Franziska Jägerstätter durch eine Franziskanerin nach Vöcklabruck gebracht, wo sie im Juli vom Pfarrer von St. Radegund abgeholt wurde. Am 9. August 1946 wurde die Urne an der südseitigen Kirchenmauer, links vom Eingang in die Kirche, beigesetzt. Pfarrer Karobath schrieb in die Pfarrchronik: „Meine Nachfolger bitte ich, dieses Grab zu erhalten.“
Von Franz Jägerstätter ist der Ausspruch überliefert: „Besser die Hände gefesselt als der Wille!“

## Würdigung

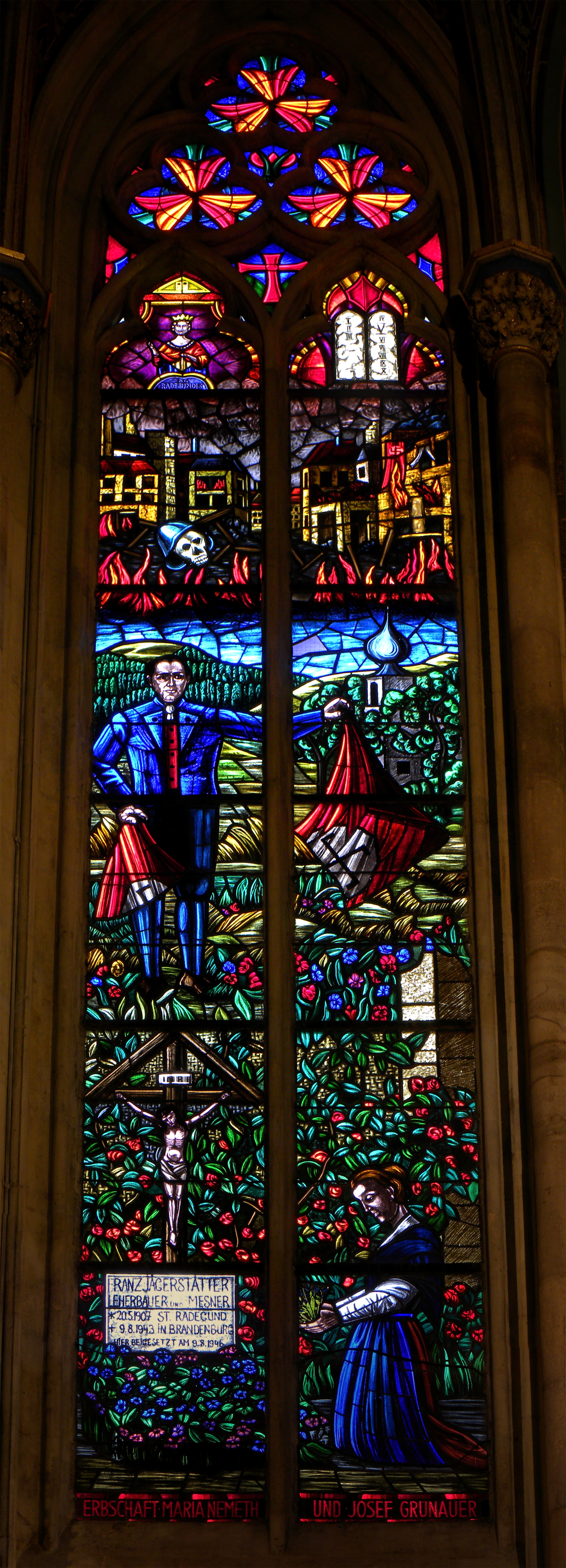
Franz Jägerstätter gewidmetes Fenster in der Wiener Votivkirche

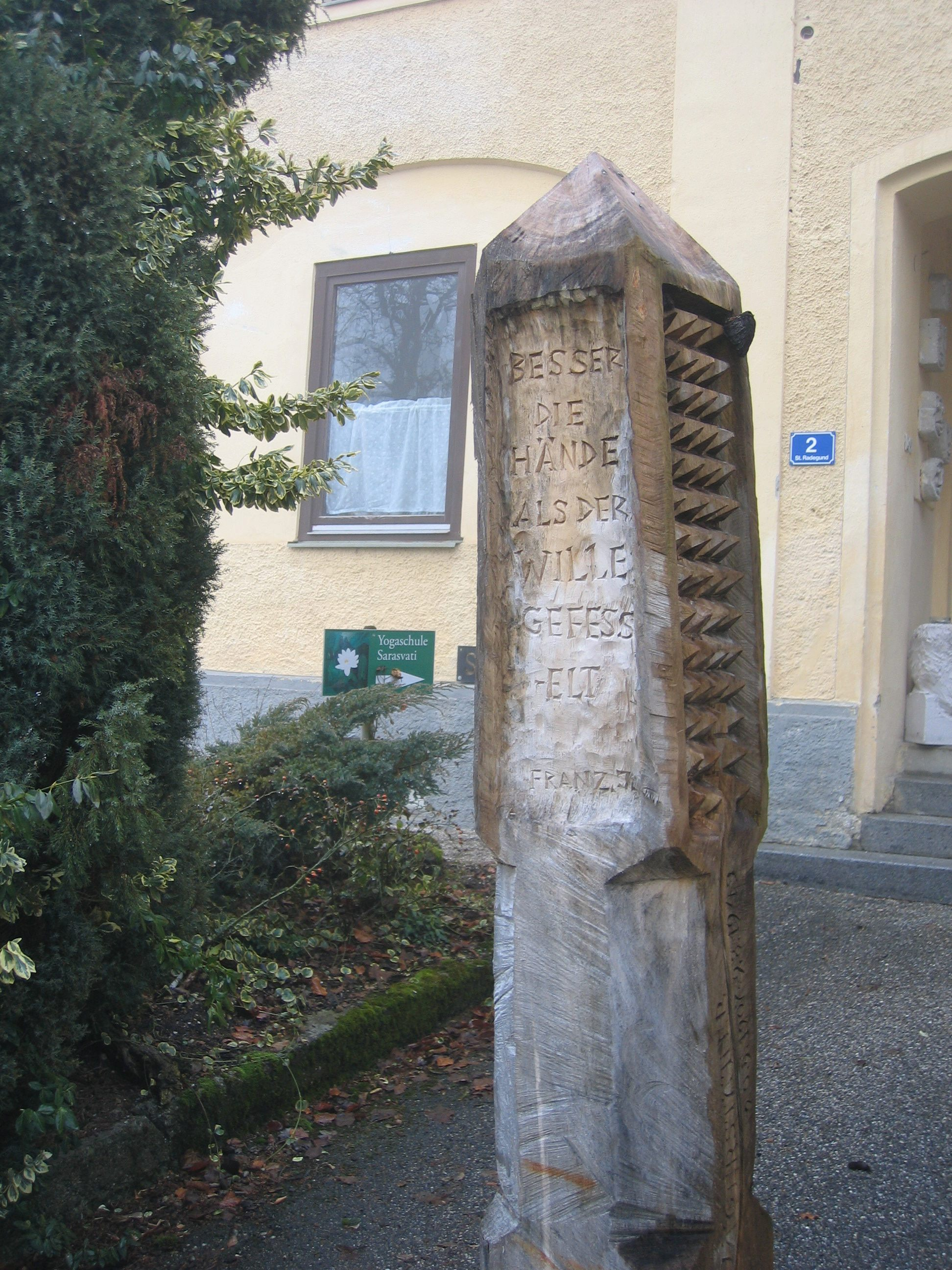
Das Denkmal für Jägerstätter in St. Radegund

Jägerstätter verlor als Arbeiter in Eisenerz fast seinen Glauben und wollte danach in ein Kloster eintreten. Sein Pfarrer Josef Karobath riet ihm aber, Bauer zu bleiben. Jägerstätter schrieb Gedichte und war später seiner unehelichen Tochter ein fürsorglicher Vater.
Sein Tod sorgte auch posthum noch für Kontroversen. Seiner Frau Franziska wurde vielfach der Vorwurf gemacht, sie wäre am Tod ihres Mannes mitschuldig, weil sie ihn nicht von seiner Kriegsdienstverweigerung abgehalten habe. Sie beteuerte, sie habe sehr wohl versucht, ihren Mann umzustimmen. „Ich habe es dem Franzl nicht ausreden können“, sagte sie in einem Interview.
Weil Franz Jägerstätter nicht als Widerstandskämpfer anerkannt war, wurde seiner Witwe nach ablehnenden Bescheiden erst 1950 eine Witwenrente nach dem österreichischen Kriegsopferfürsorgegesetz zuerkannt.
Der Name Franz Jägerstätter wurde auf dem Kriegerdenkmal von Sankt Radegund erst nach heftigen Auseinandersetzungen aufgelistet.
Obwohl Jägerstätter seinen Glauben konsequent zu leben versuchte, wurde er von österreichischen Katholiken wegen seiner Haltung zum Kriegsdienst abgelehnt.
1946 sollte in der Linzer Kirchenzeitung ein Artikel über Jägerstätter erscheinen. Bischof Fließer (1896–1960) lehnte dies ab und schrieb zur Begründung: „Ich halte jene idealen katholischen Jungen und Theologen und Priester und Väter für die größeren Helden, die in heroischer Pflichterfüllung […] gekämpft haben und gefallen sind. Oder sind Bibelforscher und Adventisten, die ‚konsequent‘ lieber im KZ starben als zur Waffe griffen, die größeren Helden?“
Erst Jahrzehnte später begann allmählich eine Aufarbeitung und Würdigung. Das 1964 erschienene Buch von Gordon C. Zahn (In Solitary Witness. The life and death of Franz Jägerstätter) inspirierte die Friedensbewegung Pax Christi in den Vereinigten Staaten und bestärkte Daniel Ellsberg in seinem Engagement gegen den Vietnamkrieg. Axel Corti drehte 1971 einen Film mit dem Titel Der Fall Jägerstätter, der für einige Diskussionen sorgte. Der österreichische Schauspieler und Kabarettist Kurt Weinzierl (1931–2008) spielte die Hauptrolle.
Seit 1983 veranstaltet Erna Putz alljährlich am Todestag von Franz Jägerstätter in Ostermiething und St. Radegund Gedenkfeiern. Der Gedenktag wurde seit 1986 von ehemaligen Soldaten der Wehrmacht mitgestaltet und mitgetragen. Von 1990 bis 2004 hielt der Schriftsteller Michael Davies Lesungen über Jägerstätter, in denen er ihn als Vorbild für Katholiken in der heutigen liberal-hedonistischen Gesellschaft darstellte. 1993 ehrte die österreichische Post Jägerstätter durch Herausgabe einer Sondermarke, und sein Bauernhof wurde als Gedenk- und Begegnungsort eingerichtet. Der Maler Ernst Degasperi zeigte 1993 in Yad Vashem den Bilderzyklus Licht in der Finsternis. 1995 beschäftigten sich die vierten Braunauer Zeitgeschichte-Tage unter dem Titel Notwendiger Verrat mit Franz Jägerstätter.
Am 7. Mai 1997 hob das Landgericht Berlin das Todesurteil gegen Franz Jägerstätter auf (siehe auch Aufhebung von NS-Unrechtsurteilen).
Anlässlich des 60. Todestages wurden 2003 bei einem Wettbewerb 560 Arbeiten von Schülern eingesandt. Am 70. Todestag fand in der Gedenkstätte Zuchthaus Brandenburg-Görden eine Gedenkveranstaltung statt. 2006 wurde vor dem Jägerstätter-Haus in Sankt Radegund auf Anregung von Andreas Maislinger von Gunter Demnig ein Stolperstein verlegt und in Braunau am Inn der Franz-Jägerstätter-Park eröffnet. Am Wiener Bierhäuselberg im 14. Bezirk wurde 1993 die Jägerstätterstraße nach ihm benannt. Seit August 2015 gibt es in Berlin-Kaulsdorf einen Franz-Jägerstätter-Weg.
Am 20. Mai 2010, dem Vorabend seines Gedenktages, wurde das Studentenheim der Katholischen Hochschulgemeinde Linz in der Mengerstraße in Wohnheim für Studierende Franz Jägerstätter umbenannt. Am 29. Juni 2011 erhielt die Bibliothek des Kardinal König Hauses in Wien-Hietzing den Namen Franz und Franziska Jägerstätter-Raum. Am 26. Oktober 2014 wurde in der Linzer Familienkirche von Altbischof Maximilian Aichern eine Friedensglocke geweiht, die Franz Jägerstätter und seiner Frau Franziska gewidmet ist. Eine Gedenktafel befindet sich in der Pfarrkirche St. Stephanus im niederbayerischen Triftern.
Am 24. Oktober 2014 übergab Bundespräsident Heinz Fischer in Wien das Denkmal für die Verfolgten der NS-Militärjustiz der Öffentlichkeit. Dabei würdigte er vor 1.400 Rekruten Jägerstätter und andere Verfolgte.
2019 kam der Film Ein verborgenes Leben über Jägerstätters Leben in die Kinos. Regie führte Terrence Malick; August Diehl spielte die Hauptrolle.
2016 wurde in der Pfarr- und Wallfahrtskirche Frauenberg an der Enns (Steiermark) eine „Jägerstätter-Glocke“ geweiht, die täglich um 9.00 Uhr für zehn Minuten für verfolgte Christen in aller Welt läutet. In dieser Kirche, die auch eine kleine Knochenreliquie des seliggesprochenen Franz Jägerstätter besitzt, hat sich eine Jägerstätter-Verehrung entwickelt.

### 100. Geburtstag
Rund um den 100. Geburtstag Jägerstätters fanden am 19. und 20. Mai 2007 in St. Radegund eine Sternwallfahrt und ein festlicher Gottesdienst statt. Landeshauptmann Josef Pühringer überreichte der 94-jährigen Franziska Jägerstätter am 20. Mai 2007 in St. Radegund das vom Bundespräsidenten Heinz Fischer verliehene Goldene Verdienstzeichen der Republik Österreich. 2010 erhielt sie von Bischof Ludwig Schwarz das päpstliche Ehrenzeichen Pro Ecclesia et Pontifice.
Nahezu zeitgleich behauptete der an der Theresianischen Militärakademie Wiener Neustadt tätige katholische Militärsuperior Siegfried Lochner, Franz Jägerstätter sei „ein bedauernswertes Opfer seines irrenden Gewissens und der äußeren Umstände seiner Zeit“ gewesen, der an einem Krieg nicht teilnehmen wollte, der von vielen als „gerechter Verteidigungskrieg“ gesehen wurde. Lochner zitierte in diesem Zusammenhang den Trierer Bischof Bornewasser (1866–1951), der 1947 in einem Hirtenbrief geschrieben hatte: „Vaterlandsliebe bedeutet Treue. Wer die Treue bricht, ist ein Verräter.“ Lochner äußerte sich im extrem rechtsgerichteten Wochenblatt Zur Zeit des FPÖ-Politikers Andreas Mölzer, der 2004 bis 2014 für die FPÖ im Europaparlament saß.
Durch eine Verschlankung der Militärdiözese im Jahr 2015 entfiel Lochners Posten.
Beim Festakt 90 Jahre Oberösterreich am 2. November 2008 würdigte Bundespräsident Fischer den „Heldenmut von Männern und Frauen, die damals – vielfach unter Opferung ihres Lebens – Widerstand gegen ein unmenschliches Regime geleistet und zum Wiedererstehen einer freien unabhängigen demokratischen Republik Österreich beigetragen haben. Franz Jägerstätter und Robert Bernardis lebten beide in Oberösterreich. Sie sind Persönlichkeiten der Geschichte dieses Landes, auf die wir stolz sein können.“

### Seligsprechung
1997 wurde der Seligsprechungsprozess auf diözesaner Ebene eingeleitet. Als Postulator war anfangs Dompfarrer Johann Bergsmann tätig; er starb am 14. Juni 1998. Daraufhin wurde Manfred Scheuer als Postulator bestellt. Am 1. Juni 2007 autorisierte Papst Benedikt XVI. die Veröffentlichung der kirchlichen Anerkennung des Martyriums Franz Jägerstätters. Die Seligsprechung erfolgte mit der Verlesung des von Benedikt XVI. approbierten Apostolischen Schreibens Omnia possideo durch Kurienkardinal José Saraiva Martins am 26. Oktober 2007 im Linzer Mariendom. Als liturgischer Gedenktag wurde der 21. Mai, Jägerstätters Tauftag, festgesetzt, da an seinem Todestag, dem 9. August, das Fest der hl. Teresia Benedicta vom Kreuz begangen wird.
2009 wurde das Grab Franz Jägerstätters an der Außenmauer der Pfarrkirche St. Radegund geöffnet, die Überreste der Urne gehoben und im Naturhistorischen Museum sowie an der Universität Wien untersucht. Ein kleiner Teil der Aschenreste wurde auf ihren Wunsch in das Grab Franziska Jägerstätters gegeben, einige weitere Aschenreste wurden dem Bischöflichen Ordinariat Linz übergeben. Im Zuge der Renovierung und Neugestaltung der Pfarrkirche St. Radegund in den Jahren 2015 und 2016 wurden die Überreste Jägerstätters sowie der Urne in einem gläsernen Reliquiar in den Volksaltar eingesetzt.
Am 25. Oktober 2017 wurde an der Katholischen Privatuniversität Linz anlässlich des 10. Jahrestages seiner Seligsprechung das Franz und Franziska Jägerstätter Institut gegründet.

## Werke
- Hrsg. von Erna Putz: Gefängnisbriefe und Aufzeichnungen. Franz Jägerstätter verweigert 1943 den Wehrdienst. Veritas, Linz/Passau 1987, ISBN 3-85329-578-9.
- Hrsg. von Erna Putz und Manfred Scheuer: Wir haben einander gestärkt. Briefe an Franziska Jägerstätter zum 90. Geburtstag. Edition Kirchenzeitung, Linz 2003, ISBN 3-902237-04-X.
- Hrsg. von Erna Putz: Franz Jägerstätter. Aufzeichnungen 1941–1943. Der gesamte Briefwechsel mit Franziska. Styria, Wien 2007, ISBN 978-3-222-13232-2.

## Film, Hörspiel und Theater
Filme
- 1971: Der Fall Jägerstätter, Regie: Axel Corti, Drehbuch: Hellmut Andics, Darsteller: Kurt Weinzierl, Julia Gschnitzer, Guido Wieland, Fernsehfilm, Österreich, 90 min
- 1988: Besser die Hände gefesselt als der Wille, Regie Andreas Gruber, Fernsehfilm des ORF, 45 min
- 1995: Franz Jägerstätter. Un contadino contro Hitler, Regie Fulvio De Martin Pinter, in italienischer Sprache, Trento/Italien, 27 min
- 1997: Das Gewissen des Franz Jägerstätter, Regie Michael Cencig, TV-Dokumentation des ORF, 12 min
- 2007: Gott hab ihn selig. Franz Jägerstätter, Regie Bettina Schimak, TV-Dokumentation des ORF, 27 min
- 2014/15: Einer von uns, Regie: Lothar J. Riedl, Buch und Produktion: Peter Schierl, Dokumentarfilm mit Spiel-Szenen, 40 min[48]
- 2019: Ein verborgenes Leben (orig. A Hidden Life), Regie und Drehbuch: Terrence Malick, Deutschland/USA, mit August Diehl als Franz Jägerstätter und Valerie Pachner als Franziska Jägerstätter

Hörspiele
- 1977: Fritz Meingast: Der Fall Franz Jägerstätter – Regie: Ferry Bauer, u. a. mit Anton Pointecker (Franz Jägerstätter), Lisl Schmidt (Franziska), Ullrich Hoffmann (Feldwebel), Theo Helm (Postbote), Herbert Stefan (Gefreiter) und Günther Sauer (Chronist) (ORF Oberösterreich; Erstsendung: 13. Februar 1977 (59:04 Minuten))[49]
- 1977: Fritz Meingast: Bayerische Szene: Der Fall Franz Jägerstätter. Szenisches Protokoll einer Gewissensentscheidung – Regie: Willy Purucker, u. a. mit Hans Baur (Chronist), Karl Obermayr (Franz Jägerstätter), Christiane Blumhoff (Fanny Jägerstätter), Maria Singer (Mutter von Franz Jägerstätter), Willy Harlander (Postbote) und Toni Berger (Gendarm) (BR; Erstsendung: 21. November 1977 (80:50 Minuten))[50]

Dramen
- Eye Witness (dt.: „Augenzeuge“; aufgeführt auch als iWitness) von Joshua Sobol. Uraufführung: Cameri-Theater Tel Aviv 2003 (Regie: Paulus Manker); Deutschsprachige Erstaufführung 2004 St. Gallen (Regie: Joshua Sobol). Österreichische Erstaufführung in Linz 2005 (Regie: Christian Wittmann). Weitere Aufführungen Los Angeles, London 2007
- Das Vermächtnis von Martin Winklbauer. Halsbach, 1989. Seither zahlreiche Aufführungen unter der Regie des Autors, ISBN 3-87553-371-2
- Jägerstätter von Felix Mitterer. Erstaufführung am 20. Juni 2013 im Theater in der Josefstadt

Messe
- Missa Heroica 1998/99 vom tschechischen Komponisten Pavel Smutný (* 1975) zur Förderung der Seligsprechung von Franz Jägerstätter.

Oper
- Franz Jägerstätter. Oper von Viktor Fortin (Libretto von Gerd Linke): Erstaufführung am 22. September 2007 in Graz (Kirche des Franziskanerstifts) (Regie: Paul Flieder). Weitere Aufführungen in Linz (Alter Dom) aus Anlass der Seligsprechung Jägerstätters am 26. Oktober 2007.